# ぼくのゆうしゃ
『ぼくのゆうしゃ』は葵せきなによる日本のライトノベル。イラストはNinoが担当。富士見ファンタジア文庫（富士見書房→KADOKAWA）より2013年7月から2015年9月まで刊行された。
メディアミックスとして、武田充司の作画でコミカライズされており週刊ファミ通（KADOKAWA）より2013年12月26日号から2014年10月23日号まで隔週連載された。

## 登場人物
ミカミトオル
本作の主人公にして語り部、小学3年生。小学1年生の誕生祝に両親と旅行に行くものの海難事故で両親がトオルを庇う格好で犠牲になり、叔父（父の弟）の養子となって更に兄・ヒロキの母親と養父が再婚するという複雑な家庭環境にある。こうした背景もあってか、考えが幼い割にセシリアですら危惧するほど純粋過ぎて善悪の判断基準が狂っている。
飛鳥が丘病院へ向かっていた途中でトラックに撥ねられ、気が付けば異世界に召喚されていた。召喚直後は気が動転していて状況が上手く飲み込めていなかったが、使い魔のルゥやファルディオらとの交流により、徐々に異世界に慣れていく。女神様を起こせば世界が平和になって願い事をかなえてもらえるという話を聞いて、世界をこの先も平和にするため加えて自らの命を代償に兄を救うため冒険することになった。
素手による攻撃は苦手だが、本編開始時には自分に合った武器がないという理由で素手で戦っていた。素手の攻撃が不得意でも勇者として召喚されたことで体力や腕力が上昇していて、魔物相手にも引けをとらないほどだった。ヴェリール村で《シュ･ロッカ》を退けたあとに魔法武器職人のエイリに武器作りを頼み、闘技都市ルザルの闘技大会の決勝にてサクヤからスポーツチャンバラで使うエアーソフト剣のようなものを受けとった。冒険の果てにファルディオ・ヨルと共に最後の遺跡の最奥で自らの希望を叶えることで異世界から存在が消えるものの、初代の勇者であるクロノフブキの復活による暴走を止めるためにファルディオによって復活。結果的に人間世界でも蘇生し、以前よりはややぎこちないものの幸せな家庭生活を送れるようになった。
元の世界ではスポーツチャンバラを得意としていて、闘技大会のときにセシリアから剣術を習うも、セシリアが教えるのが馬鹿らしく思うほどスポーツチャンバラを使うトオルが強いと認めている。
ルゥ
トオルの召喚により、勇者召喚機構と密接に紐付けされているサーヴァントシステムが起動して顕現した使い魔。まるで毛玉のような見た目角と羽がある。羽で飛ぶことも出来るがルゥ自信が高所恐怖症なため掴まるものがある高さまでしか飛ぶことが出来ない。そのため、ほぼファッションアイテムとなっている。
魔物でありながら、きちんとベッドで寝るし水浴びもする。また、大きな街に訪れるとブラッシングや角の手入れ、普段がんばっている自分へのご褒美にスイーツなど休日のOLのような生態であるため、戦いなどの本来の意味での使い魔のサポートはほとんど期待できない。
実はヒロキ（の魂）が異世界で顕現したものであり、そのためトオルの世界の知識の一部も得ている。
ファルディオ・メルクリウス
自称・大魔導師で、トオルが召喚された森を抜けたところで偶然にも魔物に追われていた。トオルに助けられたあとは、トオルの保護者として旅に同行している。小悪党のような雰囲気が出ており、性格はお調子者。そのため、年下のトオルからでさえも悪い大人の見本として見られている。それでも一応トオルの保護者としての責任感は感じていて、自分の目的のためにトオルと旅をしつつもきちんとトオルを見守っている。
トオルには「禁忌魔法の魔導書を探す」と言う名目で旅に同行しているが、実は禁忌魔法だけを使えるということから教会の異端審官に狙われてしまい、教会の保護対象である勇者の懐にもぐりこめば簡単に手を出して来られないだろうと言う思惑もありトオルと旅を共にしている。
魔法の腕前は禁忌魔法以外使えないが、相手の魔法の構成元素を掻き回して術式構成力場を乱すことで拡散させることが出来る。しかし、それを使うには、その魔法を見極めなくてはならないため、何度か使われた魔法や大魔法に限られる。トオルに会った当初は、ヘルファイアしか放てず、しかも相手が怪我すらしない程度の威力しかなかったが、旅先の街で魔導書を得ては禁忌魔法を覚え、ヘルファイアも徐々に威力が上がっている。また探し物を見つけるという才能があるため、比較的簡単に魔導書を見つけることが出来ている。
セシリア・シヴィル
女神教会・神剣騎士団聖騎士隊に所属している騎士。青い髪に鳶色の瞳が特徴の女性。元は孤児で神工物【グラム】によって「武に愛されし者」として見出されシヴィル家の養子となり、そこでの厳しい教育の結果、騎士団随一と噂されるほどの剣の腕前を身につけた。上司から闘技大会への出場と勇者の保護を命令され、闘技都市ルザルでトオル達と出会い勇者の護衛として旅に同行する。
剣の実力もさることながら容姿端麗だが、自分の容姿を「冴えない」と評していたり自身はまだまだ未熟だと発言したり、本人にはその自覚は全くない。加えて真面目な性格であり、なぞなぞを出されると大真面目な回答をし部下に少し呆れられるほど。
トオルに弟子入り志願されたことからトオルの師匠となり、剣術などを教えている。またトオルに対して好意を寄せ、同じくトオルに好意を抱いているサクヤと度々衝突したり、レイアがトオルを抱き寄せた際には激昂していた。トオルには比較的甘く口調も柔らかなことが多い反面、ファルディオに対しては冷たく彼が何か余計なことを言う度に剣を突き付けたり彼がいやがっているミドルネーム呼びを続けている。料理の腕前は完成品のみ見れば悪くはなくむしろ良い方であるが、作る過程からトオル達には「メシマズ系女子」と評されてしまっている。
サクヤ・ルーン
ヴェリール村にある宿屋の一人娘。トオルに教会への道を聞かれたことをきっかけに親しくなる。緑色の髪に青い瞳という神秘的な容姿をしている。
温和な性格だが時々本音をそのままポロッと言ってしまう面もある。自身の住んでる村を大切にしており、村が《シュ・ロッカ》の進行ルートとなってしまった際特産品『オンジュの実』を使い魔物の撃退を試みた。
トオルに好意を抱いており、ヴェリール村から発つトオルの頬にキスをしたり、両親に少し無理を言って各地の宿屋を回りそこで研修を受けているという名目でトオル達が滞在する街に先回りしたりしている。
一般人であるため戦闘力はないが家事全般を得意とし、女子力もセシリアより上。しかし腹黒い一面もあるため最近は少しトオルに怖がられている様子。
ミカミヒロキ
小学6年生。トオルの養父の再婚相手の連れ子でトオルとは義兄の関係にある。頭が良く、大人びた性格であり、トオルの事を弟としてとてもかわいがっている。
実の弟フウトを病気で失い、弟と同じ病気で飛鳥が丘病院に入院中、危篤状態に陥った。だが異世界では魔王・ヨルとしてトオルの抹殺を図り終にはトオルを異世界から消滅させるものの、フブキの出現と暴走を前に復活したトオルと共にフブキと対峙する。

## 魔法
禁忌魔法
ヘルファイア
禁忌魔法の1つでミーミル魔法学校に入学する前からファルディオが使用できた炎の魔法。使用者の全魔力を用いた地獄の業火が、森羅万象全てを焼き尽くす究極の禁忌魔法。しかしその代償に、この炎は、敵の口から出る。
ハイクオリア
禁忌魔法の1つでファルディオが闘技都市ルザルで覚えた感覚強化魔法。視覚、聴覚、触覚といった感覚とされるものの1つを飛躍的に高める魔法。習得したてのファルディオは味覚と痛覚しか強化できなかった。3巻にて平衡感覚も強化可能となる。その代償に、体の部位を一部失う。一部といっても髪の毛数グラムや涙や唾液数滴などの微々たる量で、しかも魔法使用者が指定できる。また、感覚強化を発動させ代償に鼓膜を奪うことで相手の耳を聞こえなくさせるなど、感覚強化以外の応用も出来る。
フェイクマジック
禁忌魔法の1つでファルディオがノーアトゥーンで覚えた魔法再現魔法。一度触れた魔法を再現する魔法。再現といっても見た目だけで、威力は本物の一割程度出れば良い方というもの。
ディメンション・ムーブ
禁忌魔法の1つでファルディオが先端医療開発特区ナルスで覚えた魔法。で鍵のかかった場所に侵入できたりする転移魔法であるが、1時間に1度なうえに範囲は最大2メートルという制限がある。

## 既刊一覧

### 小説
- 葵せきな（著）・Nino（イラスト） 『ぼくのゆうしゃ』 富士見書房→KADOKAWA〈富士見ファンタジア文庫〉、全8巻
  1. 2013年7月20日発売[6]、ISBN 978-4-8291-3911-0
  2. 2013年8月20日発売[7]、ISBN 978-4-8291-3919-6
  3. 2013年12月20日発売[8]、ISBN 978-4-04-712968-9
  4. 2014年4月19日発売[9]、ISBN 978-4-04-070088-5
  5. 2014年8月20日発売[10]、ISBN 978-4-04-070275-9
  6. 2014年12月20日発売[11]、ISBN 978-4-04-070276-6
  7. 2015年4月18日発売[12]、ISBN 978-4-04-070577-4
  8. 2015年9月19日発売[13]、ISBN 978-4-04-070578-1

### 漫画
- 葵せきな（原作）・Nino（キャラクター原案）・武田充司（作画） 『ぼくのゆうしゃ』 KADOKAWA〈ファミ通クリアコミックス〉、全2巻

1. 2014年8月11日発売[14]、ISBN 978-4-04-729774-6
2. 2014年12月15日発売[15]、ISBN 978-4-04-730122-1